# Marrubium
Marrubium L. 1753 è un genere di piante spermatofite dicotiledoni appartenenti alla famiglia delle Lamiaceae, dall'aspetto di piccole erbacee annuali o perenni dai tipici fiori labiati.

## Etimologia
Il nome del genere, che deriva dall'ebraico "marrob" ( = amaro), è un nome latino per un rimedio familiare per la tosse; ma potrebbe derivare anche da un antico nome volgare usato dal popolo di Roma antica. In tutti i casi tale nome s'incontra per la prima volta negli scritti di Gaio Plinio Secondo (Como, 23 – Stabiae, 25 agosto 79]) scrittore, ammiraglio e naturalista romano. In epoca moderna il primo ad usare tale nome è stato il botanico francese Joseph Pitton de Tournefort (Aix-en-Provence, 5 giugno 1656 – Parigi, 28 dicembre 1708).
La nomenclatura scientifica di questo genere, attualmente accettato (Marrubium), è stato proposto da Linneo (Rashult, 23 maggio 1707 –Uppsala, 10 gennaio 1778), biologo e scrittore svedese, considerato il padre della moderna classificazione scientifica degli organismi viventi, nella pubblicazione Species Plantarum - 2: 582 del 1753.

## Descrizione

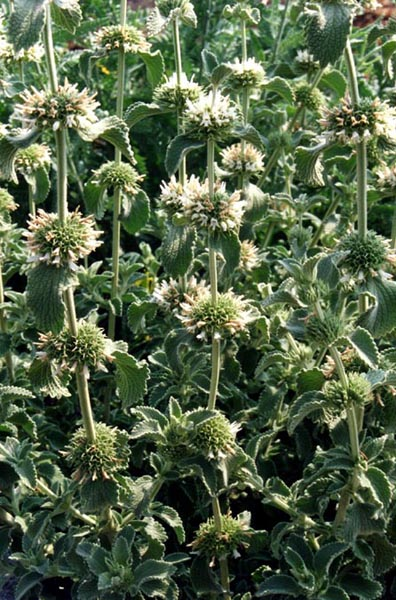
Il portamento
Marrubium incanum

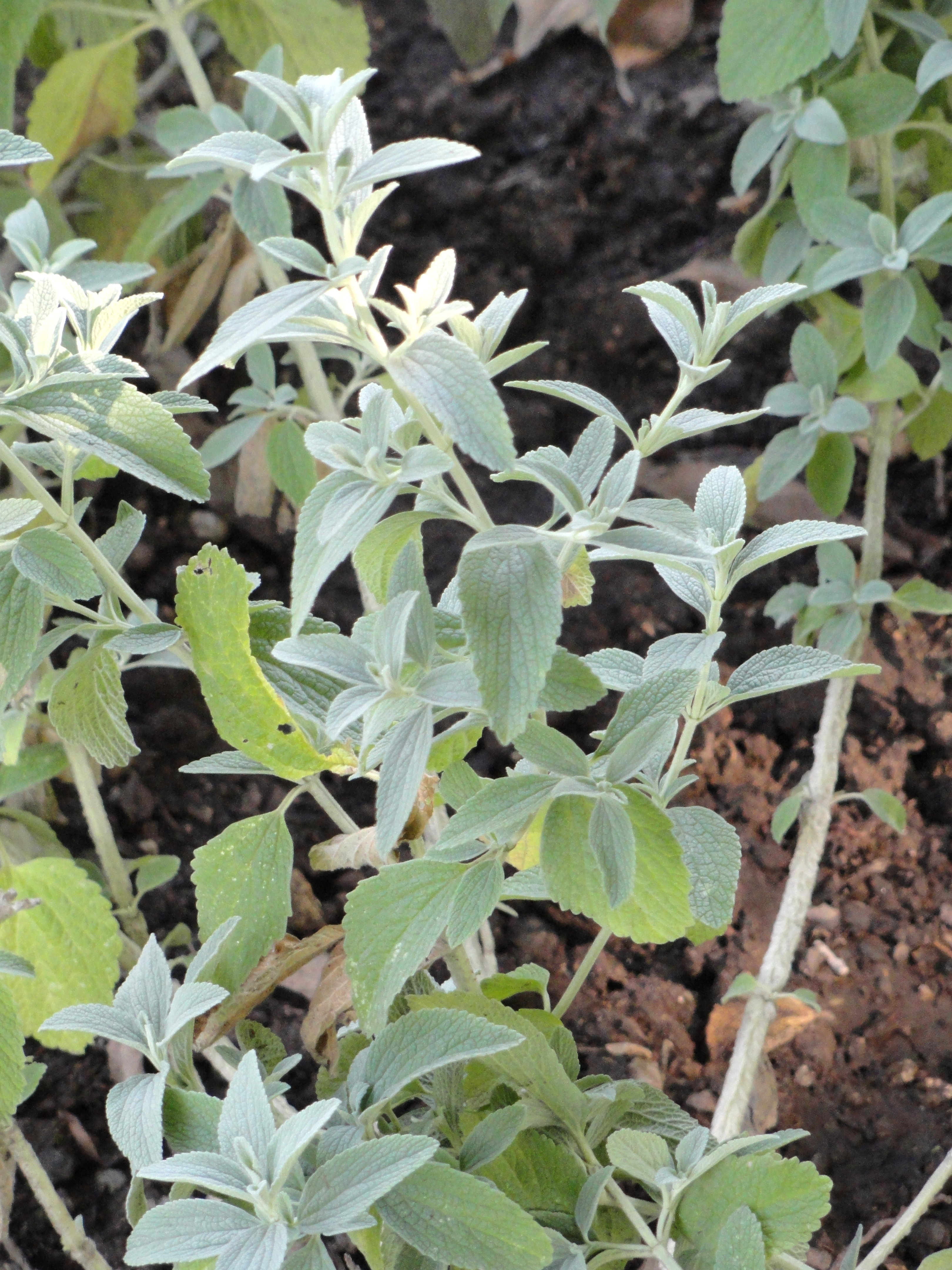
Le foglie
Marrubium peregrinum

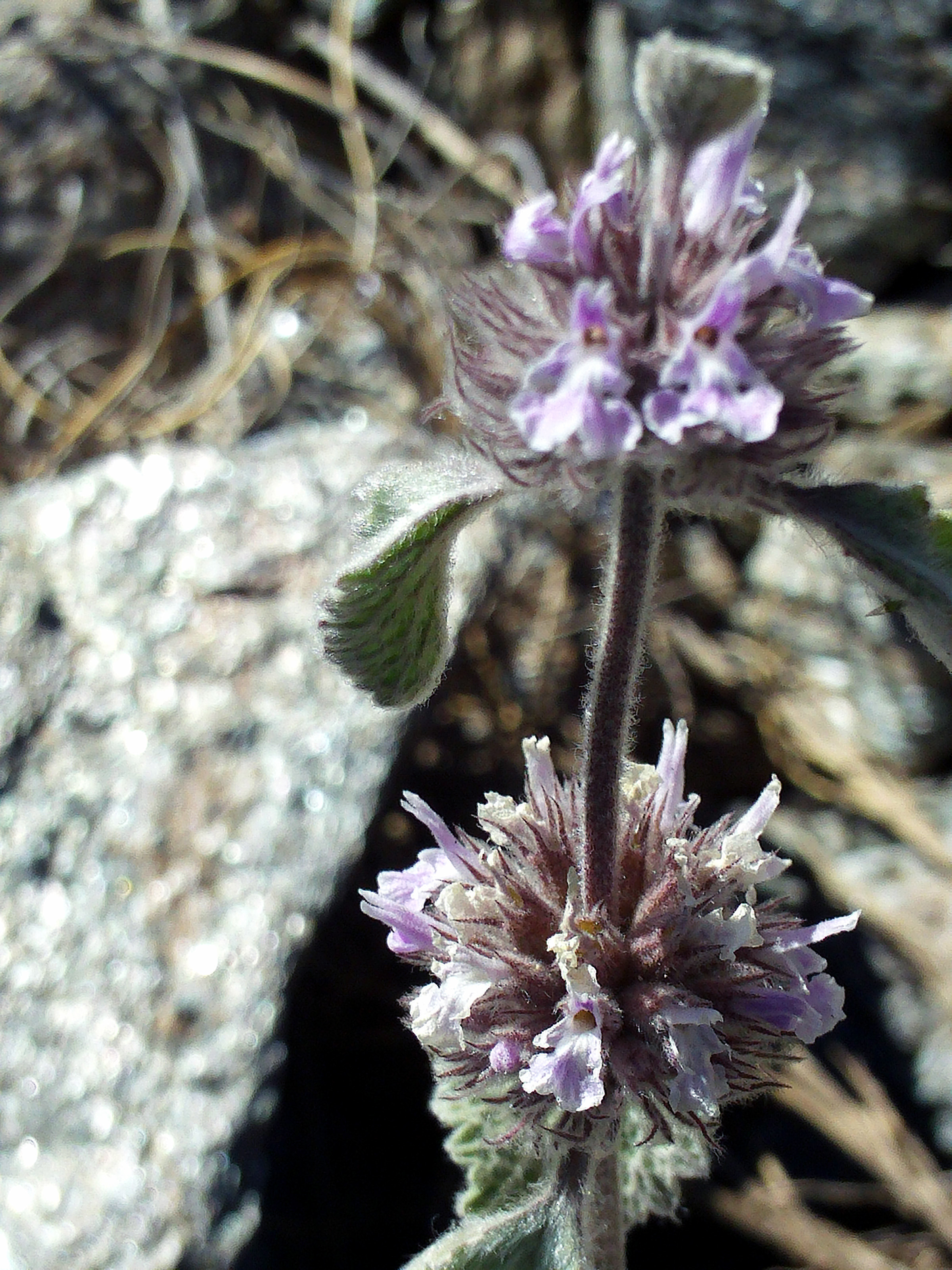
Infiorescenza
Marrubium supinum

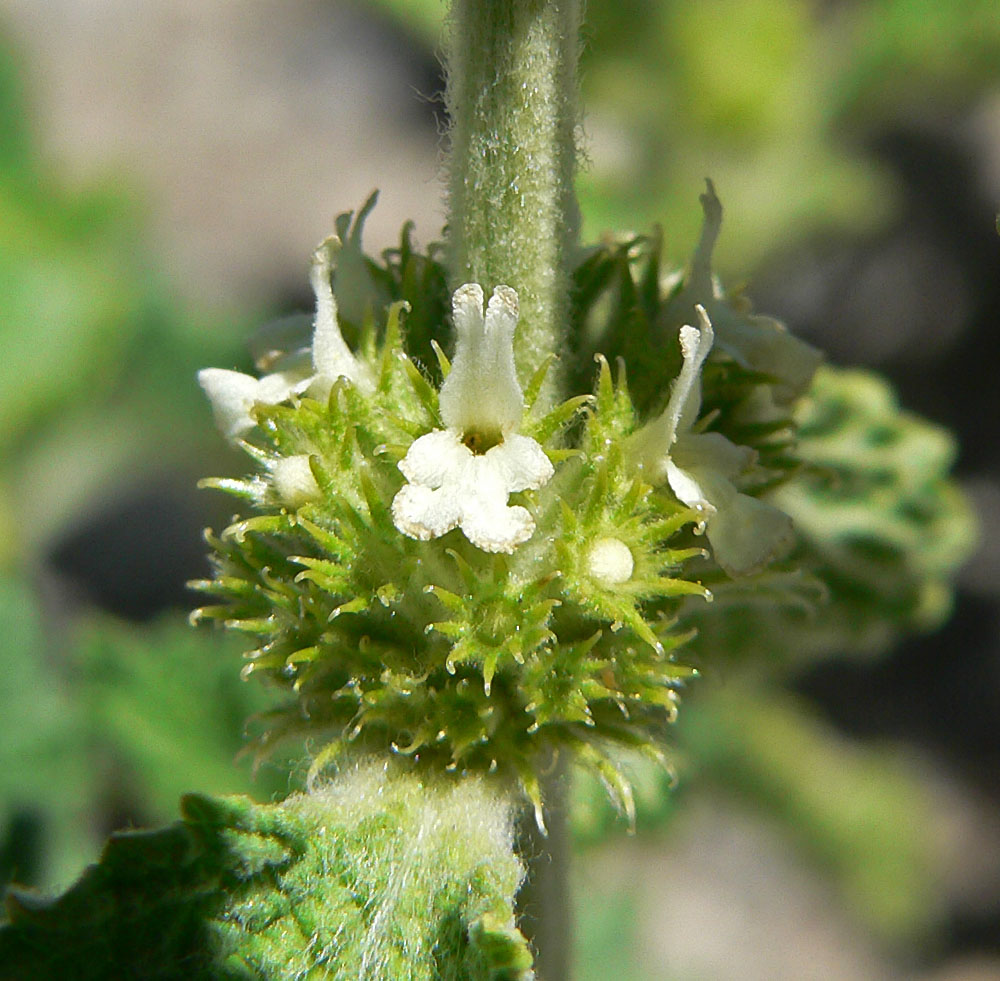
I fiori
Marrubium vulgare

L'altezza di queste piante è quasi sempre al di sotto del metro. La forma biologica prevalente è emicriptofita scaposa (H scap), ossia in generale sono piante erbacee, a ciclo biologico perenne, con gemme svernanti al livello del suolo e protette dalla lettiera o dalla neve e sono dotate di un asse fiorale eretto e spesso privo di foglie. Sono presenti anche specie a ciclo biologico annuale. L'indumento di queste piante si presenta con un colore grigiastro o bianco-lanoso (o tomentoso) per peli semplici o ramificati o irregolarmente stellati. In queste piante sono inoltre presenti ghiandole contenenti oli eterei che emanano caratteristici aromi e profumi.

### Radici
Le radici sono secondarie da rizoma.

### Fusto
La parte aerea del fusto in genere è eretta. Il fusto ha una sezione quadrangolare a causa della presenza di fasci di collenchima posti nei quattro vertici, mentre le quattro facce sono concave.

### Foglie
Le foglie lungo il fusto sono disposte in modo opposto e sono picciolate. Le lamine hanno delle forme lanceolate, ellittiche, ovali, arrotondate o reniformi. I bordi sono irregolarmente crenati e la superficie è rugosa. La pagina fogliare è percorsa da alcuni nervi più evidenti della parte abassiale della foglia.

### Infiorescenza
L'infiorescenza è portata in vari verticilli tirsoidi (raramente le infiorescenze sono racemoidi) ascellari sovrapposti lungo il fusto (fino a 10 verticilli) e più o meno distanziati. Ogni verticillo è composto da più fiori (6 - 30) sessili disposti circolarmente (formano dei glomeruli subsferici) e poggianti su due grandi foglie normali (superanti di gran lunga l'infiorescenza) lievemente staccate dall'infiorescenza vera e propria e più o meno picciolate. Le brattee del verticillo seguente sono disposte in modo alternato. Sono presenti anche delle bratteole lineari (lesiniformi) poste perlopiù alla base del calice.

### Fiore
I fiori sono ermafroditi, zigomorfi (il calice è attinomorfo), tetraciclici (con i quattro verticilli fondamentali delle Angiosperme: calice– corolla – androceo – gineceo) e pentameri (calice e corolla sono formati da cinque elementi). Sono inoltre omogami (autofecondanti).
- Formula fiorale. Per questa specie la formula fiorale della famiglia è la seguente:

X, K (5), [C (2+3), A 2+2], G (2), supero, drupa, 4 nucole
- Calice: i cinque sepali del calice sono concresciuti (calice gamosepalo) in una forma tubulare-campanulata e a struttura piuttosto rigida. Il calice termina con 5-10 (fino a 30) lunghi denti triangolari subspinosi quasi uncinati, divergenti o patenti) e più o meno uguali (con simmetria più o meno attinomorfa). La superficie del calice è percorsa da alcune nervature (5 - 10) longitudinali. Il calice è inoltre persistente.
- Corolla: i cinque petali sono quasi completamente fusi (corolla gamopetala) in un'unica corolla pubescente formata da un tubo obliquo terminante da due evidenti labbra molto sviluppate derivate da 5 lobi (la struttura è 2/3). Il labbro superiore è piatto, bilobo o bifido e ben sviluppato, in questo modo protegge gli organi di riproduzione dalle intemperie e dal sole. Il labello (il labbro inferiore) è anch'esso ben sviluppato e piegato verso il basso per fare da base di “atterraggio” agli insetti pronubi; è inoltre trilobo. Tutta la corolla supera di poco i denti del calice. Le fauci internamente sono circondate da un anello di peli (caratteristica comune a molte "labiate" che ha lo scopo di impedire l'accesso ad insetti più piccoli e non adatti all'impollinazione). Il colore della corolla è da bianco, bianco-crema a purpureo.
- Androceo: l'androceo possiede quattro stami didinami generalmente corti (quelli anteriori sono più lunghi) tutti fertili e inclusi nella corolla e posizionati sotto il labbro superiore. I filamenti sono adnati alla corolla (verso la metà lunghezza del tubo corollino) e provvisti di ciuffi di peli attorno alla loro inserzione. Le antere sono ravvicinate a coppie e sono biloculari. Le teche sono più o meno distinte e confluenti o subconfluenti; la deiscenza è logitudinale. I granuli pollinici sono del tipo tricolpato o esacolpato. Il nettario a forma di disco è ricco di sostanze zuccherine.
- Gineceo: l'ovario, profondamente quadri-lobato, è supero formato da due carpelli saldati (ovario bicarpellare) ed è 4-loculare per la presenza di falsi setti. La placentazione è assile. Gli ovuli sono 4 (uno per ogni presunto loculo), hanno un tegumento e sono tenuinucellati (con la nocella, stadio primordiale dell'ovulo, ridotta a poche cellule).[13] Lo stilo inserito alla base dell'ovario (stilo ginobasico) è del tipo filiforme ed è incluso nella corolla. Lo stigma è bifido con lobi uguali o subuguali.

### Frutti
Il frutto è una nucula acheniforme (schizocarpo); più precisamente è una drupa (ossia una noce) con quattro semi (uno per ovulo derivato dai due carpelli divisi a metà). Questo frutto nel caso delle Lamiaceae viene chiamato “clausa”. Le quattro parti in cui si divide il frutto principale, sono ancora dei frutti (parziali) ma monospermici (un solo seme) e privi di endosperma. La forma è trigona, cuneato-obovata, troncata all'apice con superficie liscia e glabra. I frutti si trovano all'interno del calice persistente.

## Riproduzione
- Impollinazione: l'impollinazione avviene tramite insetti (impollinazione entomogama): ditteri, imenotteri e più raramente lepidotteri.[14][15]
- Riproduzione: la fecondazione avviene fondamentalmente tramite l'impollinazione dei fiori (vedi sopra).
- Dispersione: i semi cadendo a terra (dopo essere stati trasportati per alcuni metri dal vento – disseminazione anemocora) sono successivamente dispersi soprattutto da insetti tipo formiche (disseminazione mirmecoria).[16] Per questo scopo i semi hanno una appendice oleosa (elaisomi, sostanze ricche di grassi, proteine e zuccheri) che attrae le formiche durante i loro spostamenti alla ricerca di cibo.[17]

## Distribuzione e habitat
La distribuzione di questo genere comprende una cinquantina di specie ed è soprattutto europea con allargamenti verso il Nord Africa e verso l'Asia extra-tropicale fino al Pakistan. Una specie si è naturalizzata anche nell'America boreale: Marrubium vulgare. L'habitat tipico sono le pianure secche, le stazioni aride e incolte nelle vicinanze dei luoghi abitati, ma anche i campi sassosi.
Solamente una specie di questo genere vive spontaneamente sull'arco alpino (versante italiano). La tabella seguente mette in evidenza alcuni dati relativi all'habitat, al substrato e alla distribuzione delle specie alpine.
| Specie | Comunità vegetali | Piani vegetazionali | Substrato | pH     | Livello trofico | H2O   | Ambiente | Zona alpina                               |
| --- | ----------------- | ------------------- | --------- | ------ | --------------- | ----- | -------- | ----------------------------------------- |
| Marrubium vulgare | 5                 | montano collinare   | Ca        | basico | alto            | secco | C2       | tutto l'arco alpino, ma con discontinuità |
| Legenda e note alla tabella. Substrato con “Ca/Si” si intendono rocce di carattere intermedio (calcari silicei e simili); vengono prese in considerazione solo le zone alpine del territorio italiano (sono indicate le sigle delle province). Comunità vegetali: 5 = comunità perenni nitrofile. Ambienti: C2 = rupi, muri e ripari sotto roccia. |                   |                     |           |        |                 |       |          |                                           |

## Tassonomia
La famiglia di appartenenza del genere (Lamiaceae), molto numerosa con circa 250 generi e quasi 7000 specie, ha il principale centro di differenziazione nel bacino del Mediterraneo e sono piante per lo più xerofile (in Brasile sono presenti anche specie arboree). Per la presenza di sostanze aromatiche, molte specie di questa famiglia sono usate in cucina come condimento, in profumeria, liquoreria e farmacia. Nelle classificazioni meno recenti la famiglia Lamiaceae viene chiamata Labiatae.

### Filogenesi

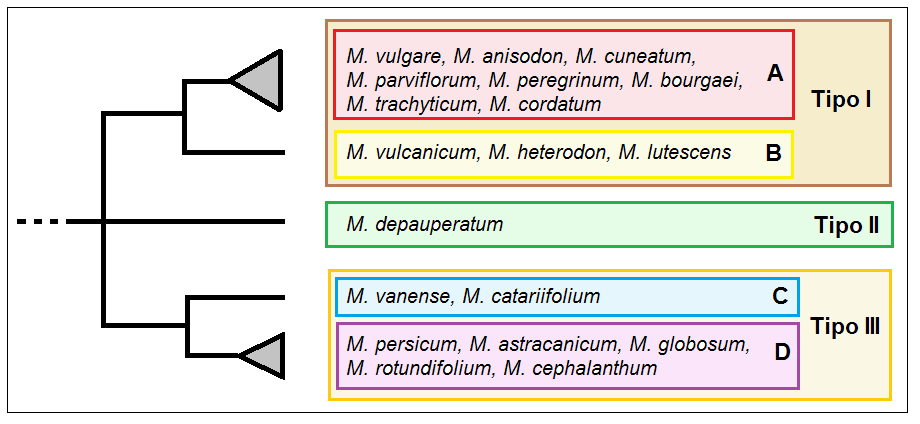
Cladogramma del genere

In base ai botanici del gruppo Angiosperm Phylogeny Group il genere di questa voce è circoscritto nella tribù Marrubieae Engl. che a sua volta è inclusa nella sottofamiglia Lamioideae.Harley.
Un recente studio sul polline e sulla morfologia dei semi di alcune specie di Marrubium dell'Anatolia hanno permesso di individuare tre tipi principali di superficie dell'esina, significativi anche da un punto di vista tassonomico: 
- tipo I A: liscia-perforata;
- tipo I B: liscia-alveolata;
- tipo II: granulare-perforata;
- tipo III C: rugata-reticolata;
- tipo III D: reticolata.

Il cladogramma a lato rappresenta una possibile ipotesi filogenetica dell'evoluzione di alcune specie di Marrubium dell'Anatolia basata sulla struttura esterna dell'esina.
Il numero cromosomico delle specie del genere è variabile: 2n = 20, 26, 28, 34, 54.

### Specie spontanee italiane
Per meglio comprendere ed individuare le varie specie del genere (solamente per le specie spontanee della flora italiana) l'elenco seguente utilizza in parte il sistema delle chiavi analitiche (vengono cioè indicate solamente quelle caratteristiche utili a distingue una specie dall'altra).
- Gruppo 1A: il calice termina con 5 denti;

- Gruppo 2A: la corolla sporge oltre i denti del calice;

- Marrubium incanum Desr. - Marrubio bianco: il tubo del calice è lungo 7 - 8 mm; i rami sono eretti, oppure mancano. L'altezza della pianta varia tra 3 - 5 dm; la forma biologica è emicriptofita scaposa (H scap); il tipo corologico è Nord Est Mediterraneo (Eurimediterraneo); l'habitat tipico sono gli incolti e i pascoli aridi su substrato calcareo; è una specie rara e sul territorio italiano si trova dal Nord-Est fino alla Sicilia (manca nel Nord-Ovest) fino a una altitudine di 1200 m s.l.m..
- Marrubium peregrinum L. - Marrubio vagante: il tubo del calice è lungo 3 - 5 mm; i rami sono arcuato-eretti. L'altezza della pianta varia tra 3 - 6 dm; la forma biologica è emicriptofita scaposa (H scap); il tipo corologico è Sud Est Europeo (Pontico); l'habitat tipico sono gli incolti e i ruderi; è una specie rara e sul territorio italiano si trova solamente al Nord fino a una altitudine di 500 m s.l.m..

- Gruppo 2B: la corolla è più breve dei denti calicini;

- Marrubium alysson L. - Marrubio del levante: l'altezza della pianta varia tra 2 - 4 dm; la forma biologica è emicriptofita scaposa (H scap); il tipo corologico è Sud Mediterraneo; l'habitat tipico sono gli incolti e i pascoli aridi; è una specie comune, ma sul territorio italiano si trova solamente in Puglia e in Sardegna fino a una altitudine di 800 m s.l.m..

- Gruppo 1B: il calice termina con 10 denti;

- Marrubium vulgare L. - Marrubio comune: l'altezza della pianta varia tra 2 - 4 dm; la forma biologica è emicriptofita scaposa (H scap); il tipo corologico è Euri-Mediterraneo / Sud Siberiano divenuto Subcosmopolito; l'habitat tipico sono gli incolti, i ruderi e i pascoli aridi; è una specie comune su tutto il territorio italiano fino a una altitudine di 1200 m s.l.m..

### Specie Euro-Mediterranee
In Europa e nell'areale del Mediterraneo sono presenti le seguenti specie (a parte quelle della flora spontanea italiana):
- Marrubium alyssoides Pomel, 1874 - Distribuzione: Marocco e Algeria
- Marrubium anisodon  K.Koch, 1849 - Distribuzione: Grecia, Anatolia e Transcaucasia
- Marrubium aschersonii  Magnus, 1882 - Distribuzione: Tunisia
- Marrubium astracanicum  Jacq., 1787 - Distribuzione: Anatolia e Transcaucasia
- Marrubium atlanticum  Batt., 1921 - Distribuzione: Marocco
- Marrubium ayardii  Maire, 1928 - Distribuzione: Marocco
- Marrubium bourgaei  Boiss., 1879 - Distribuzione: Anatolia
- Marrubium catariifolium  Desr., 1792 - Distribuzione: Russia (Caucaso del nord), Anatolia e Transcaucasia
- Marrubium cephalanthum  Boiss. & Noë, 1859 - Distribuzione: Anatolia
- Marrubium cordatum  Nábelek, 1926 - Distribuzione: Anatolia
- Marrubium cuneatum  Banks & Sol., 1794 - Distribuzione: Anatolia e Asia (mediterranea)
- Marrubium cylleneum  Boiss. & Heldr., 1859 - Distribuzione: Grecia e Albania
- Marrubium depauperatum  Boiss. & Balansa, 1859 - Distribuzione: Anatolia
- Marrubium echinatum  Ball, 1878 - Distribuzione: Marocco
- Marrubium fontianum  Maire, 1933 - Distribuzione: Marocco
- Marrubium friwaldskyanum  Boiss., 1853 - Distribuzione: Bulgaria
- Marrubium glechomifolium  Freyn & Conrath, 1896 - Distribuzione: Transcaucasia
- Marrubium globosum  Montbret & Aucher ex Benth., 1836 - Distribuzione: Anatolia, Libano e Siria
- Marrubium heterocladum  Emb. & Maire, 1928 - Distribuzione: Marocco
- Marrubium heterodon  (Benth.) Boiss. & Balansa, 1859 - Distribuzione: Anatolia
- Marrubium hierapolitanum  Mouterde, 1973 - Distribuzione: Libano e Siria
- Marrubium incanum  Desr., 1789 - Distribuzione: Italia e Penisola Balcanica
- Marrubium leonuroides  Desr., 1792 - Distribuzione: Russia (Caucaso del nord) e Crimea
- Marrubium litardierei  Marmey, 1958 - Distribuzione: Marocco
- Marrubium lutescens  Boiss. & Heldr., 1844 - Distribuzione: Anatolia
- Marrubium multibracteatum  Humbert & Maire, 1927 - Distribuzione: Marocco
- Marrubium parviflorum  Fisch. & C.A.Mey., 1835 - Distribuzione: Anatolia e Transcaucasia
- Marrubium persicum  C.A.Mey., 1831 - Distribuzione: Anatolia e Transcaucasia
- Marrubium pestalozzae  Boiss., 1859 - Distribuzione: Europa orientale-meridionale
- Marrubium plumosum  C.A.Mey., 1831 - Distribuzione: Russia (Caucaso del nord)
- Marrubium propinquum  Fisch. & C.A.Mey., 1835 - Distribuzione: Transcaucasia
- Marrubium rotundifolium  Boiss., 1844 - Distribuzione: Anatolia
- Marrubium supinum  L., 1753 - Distribuzione: Penisola Iberica e Magreb
- Marrubium thessalum  Boiss. & Heldr., 1859 - Distribuzione: Grecia e Albania
- Marrubium trachyticum  Boiss., 1879 - Distribuzione: Anatolia
- Marrubium vanense  Hub.-Mor., 1978 - Distribuzione: Anatolia
- Marrubium velutinum  Sm., 1809 - Distribuzione: Grecia
- Marrubium vulcanicum  Hub.-Mor., 1978 - Distribuzione: Anatolia
- Marrubium werneri  Maire, 1933 - Distribuzione: Marocco
- Marrubium womnowii  Popov - Distribuzione: Transcaucasia

### Elenco completo delle specie
Per il genere Marrubium sono riconosciute valide le seguenti specie:
- Marrubium alyssoides Pomel, 1874
- Marrubium alysson  L., 1753
- Marrubium anisodon  K.Koch, 1849
- Marrubium aschersonii  Magnus, 1882
- Marrubium astracanicum  Jacq., 1787
- Marrubium atlanticum  Batt., 1921
- Marrubium ayardii  Maire, 1928
- Marrubium bourgaei  Boiss., 1879
- Marrubium catariifolium  Desr., 1792
- Marrubium cephalanthum  Boiss. & Noë, 1859
- Marrubium cordatum  Nábelek, 1926
- Marrubium crassidens  Boiss., 1844
- Marrubium cuneatum  Banks & Sol., 1794
- Marrubium cylleneum  Boiss. & Heldr., 1859
- Marrubium depauperatum  Boiss. & Balansa, 1859
- Marrubium duabense  Murata, 1966
- Marrubium echinatum  Ball, 1878
- Marrubium eriocephalum  Seybold, 1978
- Marrubium fontianum  Maire, 1933
- Marrubium friwaldskyanum  Boiss., 1853
- Marrubium glechomifolium  Freyn & Conrath, 1896
- Marrubium globosum  Montbret & Aucher ex Benth., 1836
- Marrubium heterocladum  Emb. & Maire, 1928
- Marrubium heterodon  (Benth.) Boiss. & Balansa, 1859
- Marrubium hierapolitanum  Mouterde, 1973
- Marrubium incanum  Desr., 1789
- Marrubium leonuroides  Desr., 1792
- Marrubium litardierei  Marmey, 1958
- Marrubium lutescens  Boiss. & Heldr., 1844
- Marrubium multibracteatum  Humbert & Maire, 1927
- Marrubium parviflorum  Fisch. & C.A.Mey., 1835
- Marrubium peregrinum  L., 1753
- Marrubium persicum  C.A.Mey., 1831
- Marrubium pestalozzae  Boiss., 1859
- Marrubium plumosum  C.A.Mey., 1831
- Marrubium procerum  Bunge, 1873
- Marrubium propinquum  Fisch. & C.A.Mey., 1835
- Marrubium rotundifolium  Boiss., 1844
- Marrubium supinum  L., 1753
- Marrubium thessalum  Boiss. & Heldr., 1859
- Marrubium trachyticum  Boiss., 1879
- Marrubium vanense  Hub.-Mor., 1978
- Marrubium velutinum  Sm., 1809
- Marrubium vulcanicum  Hub.-Mor., 1978
- Marrubium vulgare  L., 1753
- Marrubium werneri  Maire, 1933
- Marrubium womnowii  Popov

### Sinonimi
L'entità di questa voce ha avuto nel tempo diverse nomenclature. L'elenco seguente indica alcuni tra i sinonimi più frequenti:
- Atirbesia Raf., 1840
- Maropsis  Pomel
- Padota  Adans.

## Usi
Di questo gruppo la specie più interessante è Marrubium vulgare, contiene una sostanza chiamata "marrubina", olii eterei, glucosidi, colina e tannino.

### Farmacia
Secondo la medicina popolare Marrubium vulgare ha le seguenti proprietà medicamentose:
- emmenagoga (regola il flusso mestruale);
- espettorante (favorisce l'espulsione delle secrezioni bronchiali);
- sudorifere (agevola la traspirazione e favorisce la sudorazione);
- tonica (rafforza l'organismo in generale);
- stimolante (rinvigorisce e attiva il sistema nervoso e vascolare).

### Cucina
Le foglie di Marrubium vulgare sono usate come condimento. Il gusto è amaro e piccante e a volte sono usate per aromatizzare la birra. Mentre un olio essenziale ricavato dalla pianta viene usato nei liquori alle erbe.

### Giardinaggio
Le specie che hanno un certo interesse nel giardinaggio per il loro valore ornamentale sono: Marrubium vulgare, Marrubium incanum e in Spagna Marrubium supinum.

## Alcune specie

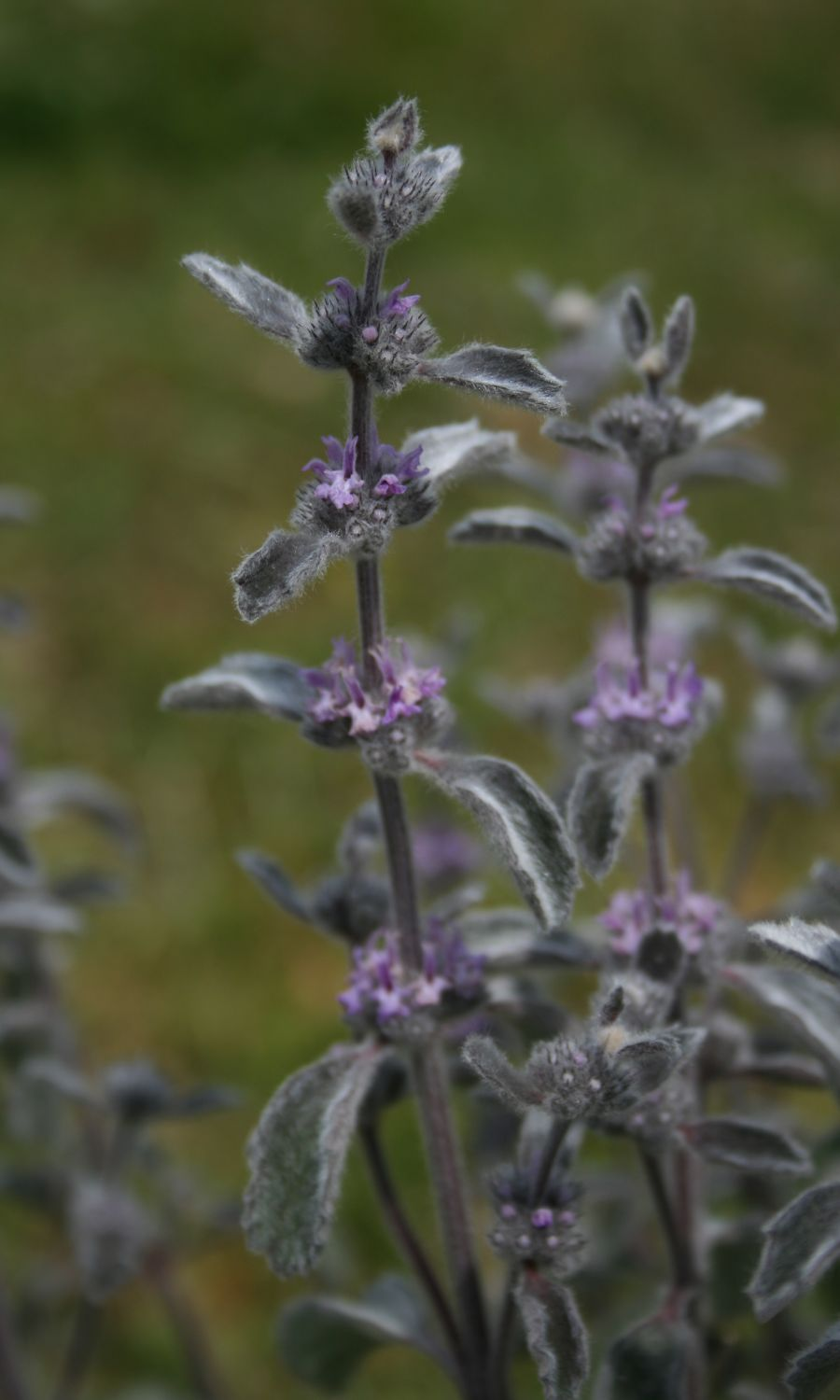
Marrubium astracanicum
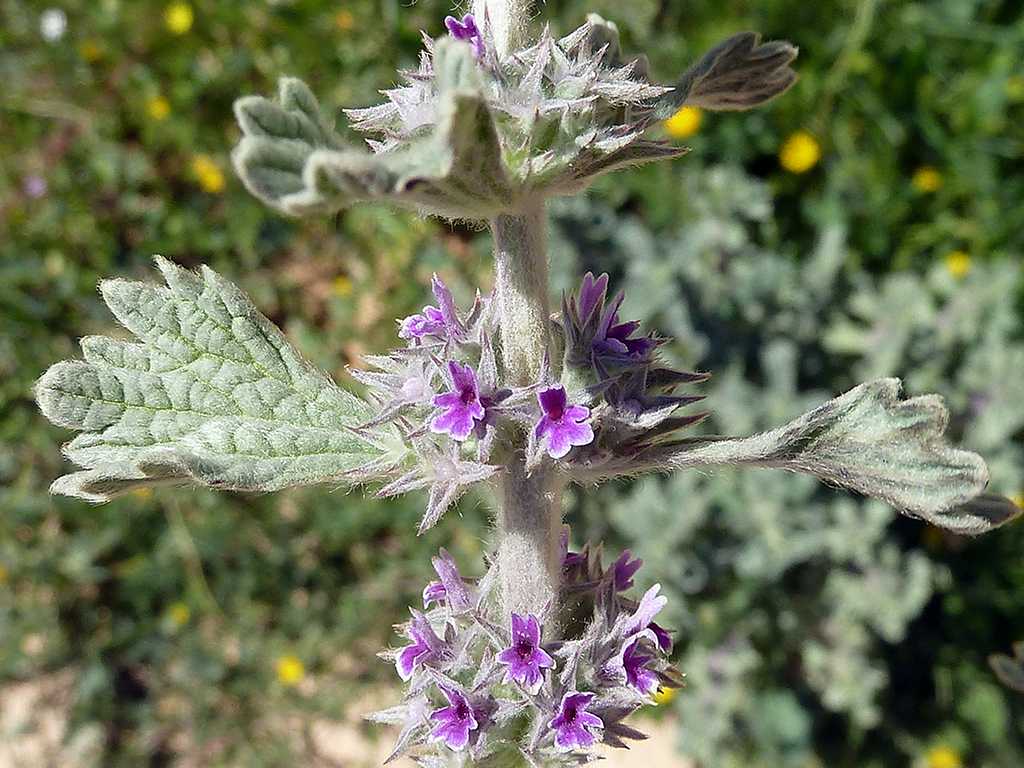
Marrubium alysson
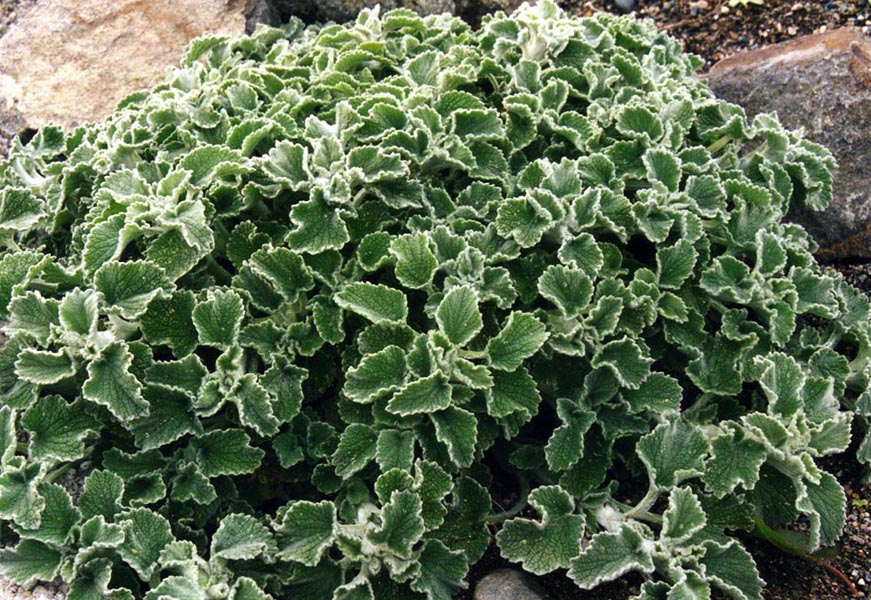
Marrubium incanum
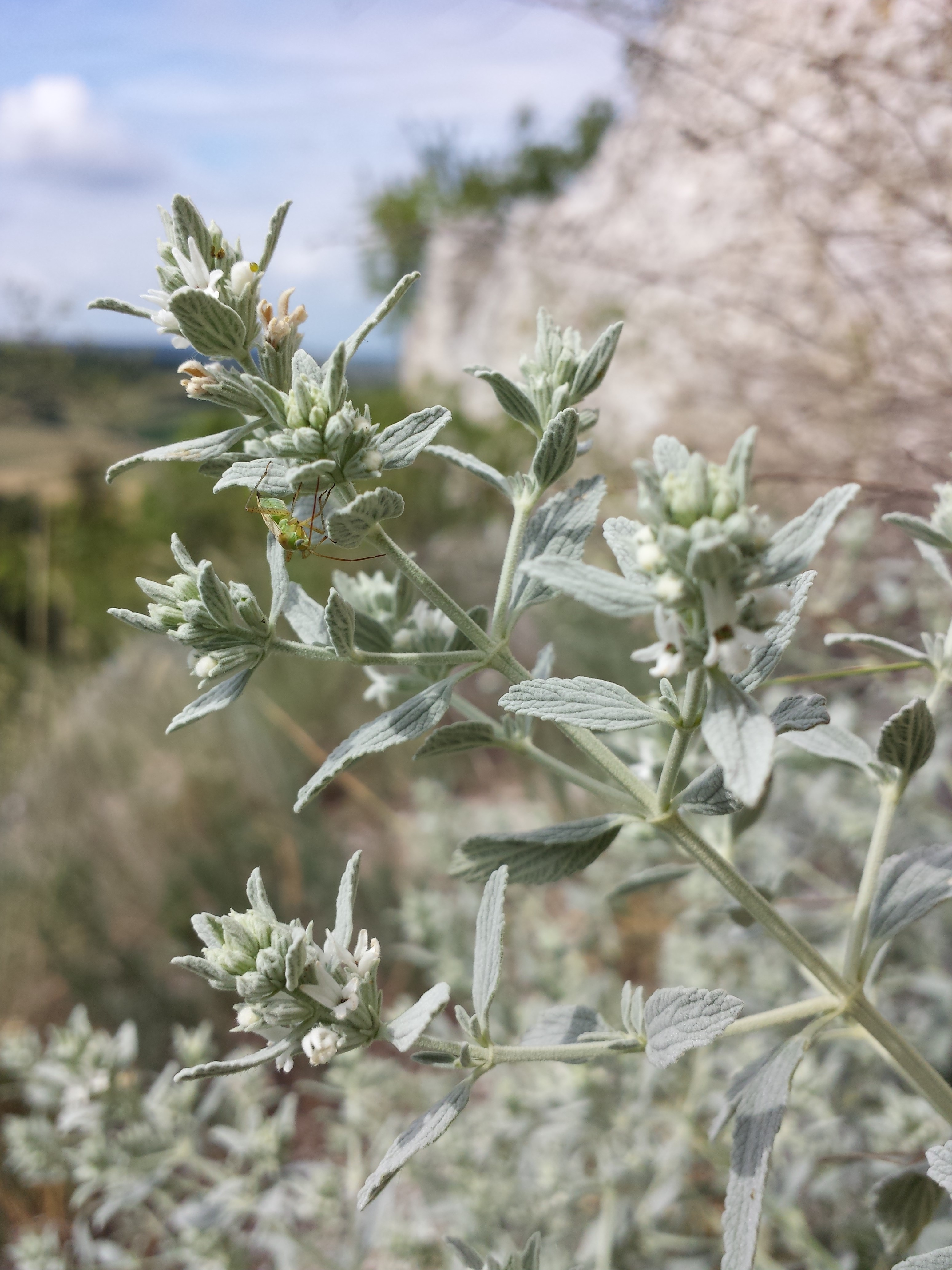
Marrubium peregrinum
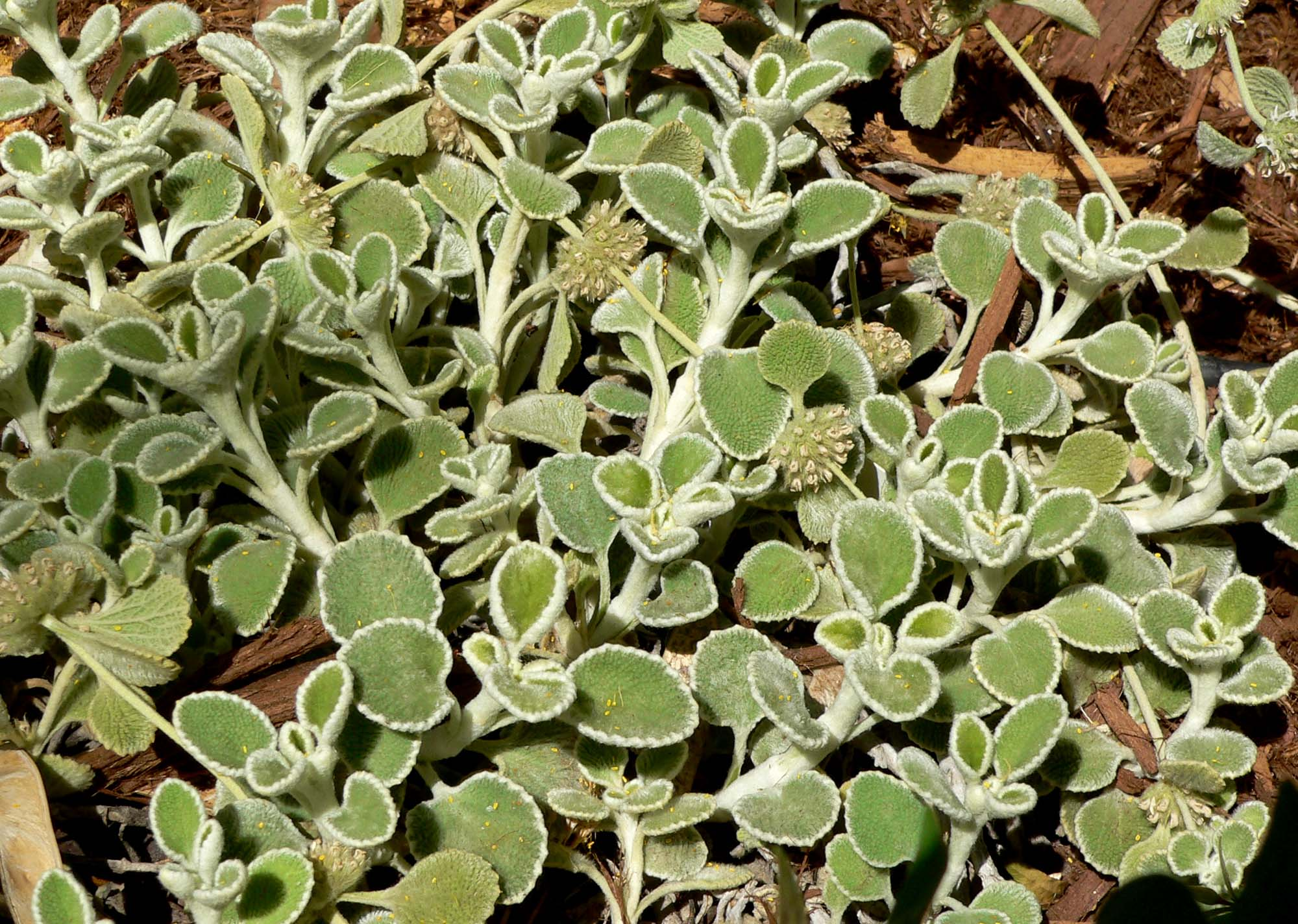
Marrubium rotundifolia
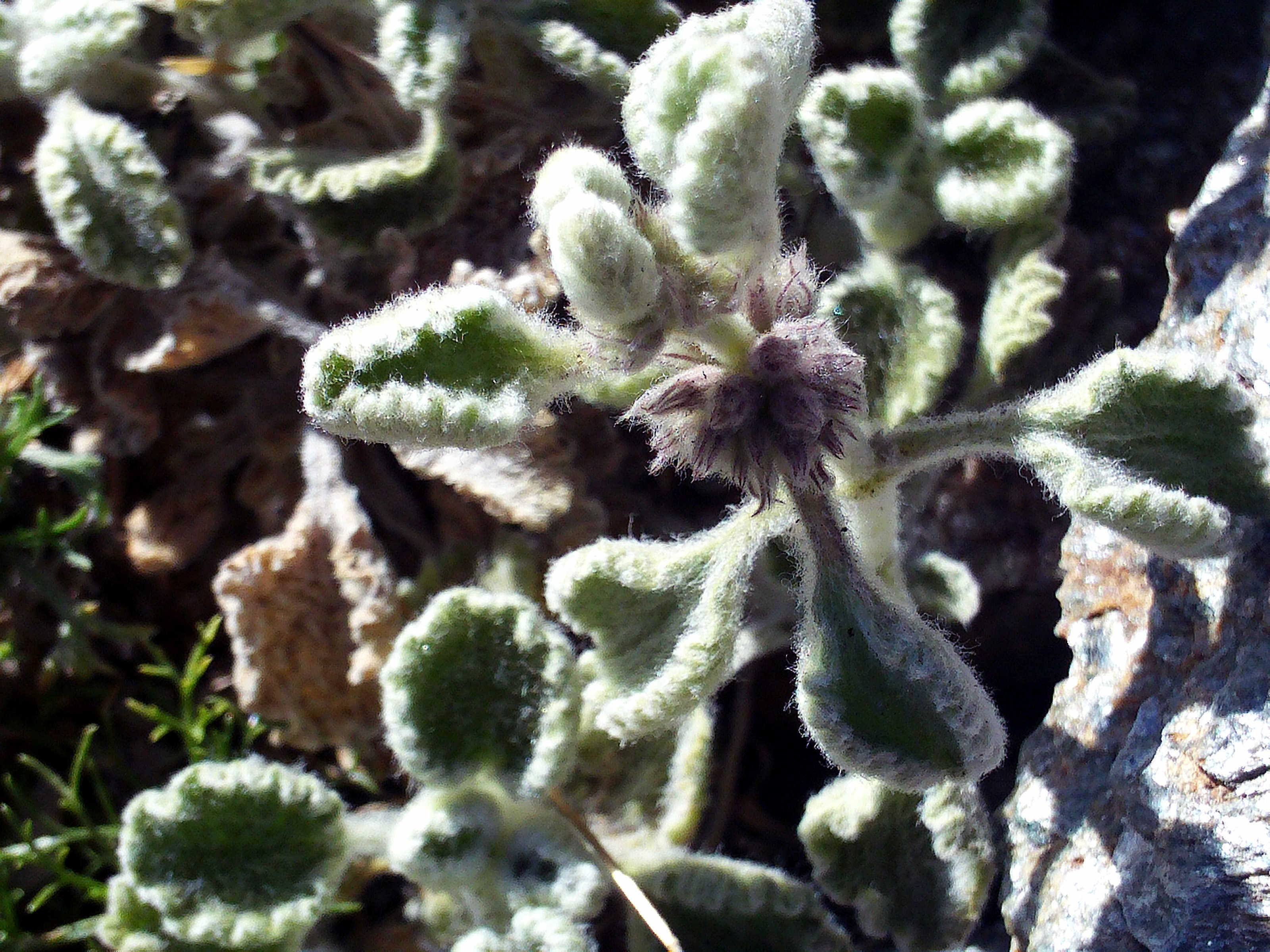
Marrubium supinum
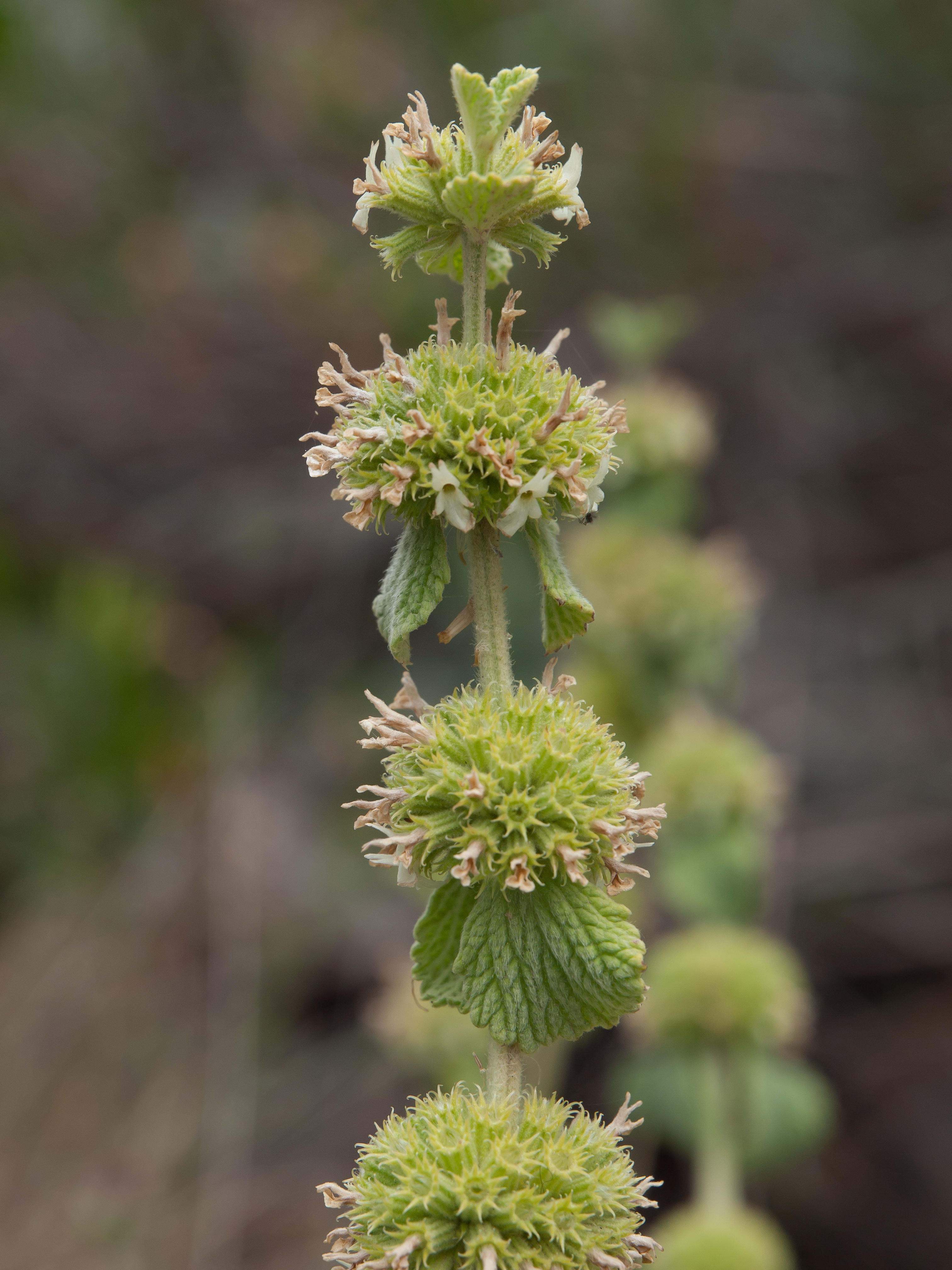
Marrubium vulgare